# Kate O'Mara
Kate O'Mara (Leicester, 10 augustus 1939 – Sussex, 30 maart 2014) was een Engelse film- en televisieactrice.
Met haar echte naam Kate Carroll, was zij de dochter van John Carroll en actrice Hazel Bainbridge. Zij volgde een opleiding aan de Aida Foster School maar stapte over op acteren. Zij maakte haar debuut bij een toneelopvoering van The Merchant of Venice in 1963. Na verschillende rollen te hebben gespeeld, kwam zij in 1985 bij de bezetting van Howards' Way terecht.
Zij had de rol van Caress Morell, zuster van Alexis Colby (gespeeld door Joan Collins) in Dynasty en een rol als Jackie Stone, zuster van Patsy Stone (gespeeld door Joanna Lumley) in Absolutely Fabulous.
Zij heeft diverse autobiografische boeken geschreven, waaronder Vamp Until Ready, Game Plan: A Woman's Survival Kit, en enkele novellen: When She Was Bad, Good Time Girl.
Op 30 maart 2014 overleed O'Mara na een kort ziekbed op 74-jarige leeftijd.

## Filmografie
- The Saint (tv) (1965)

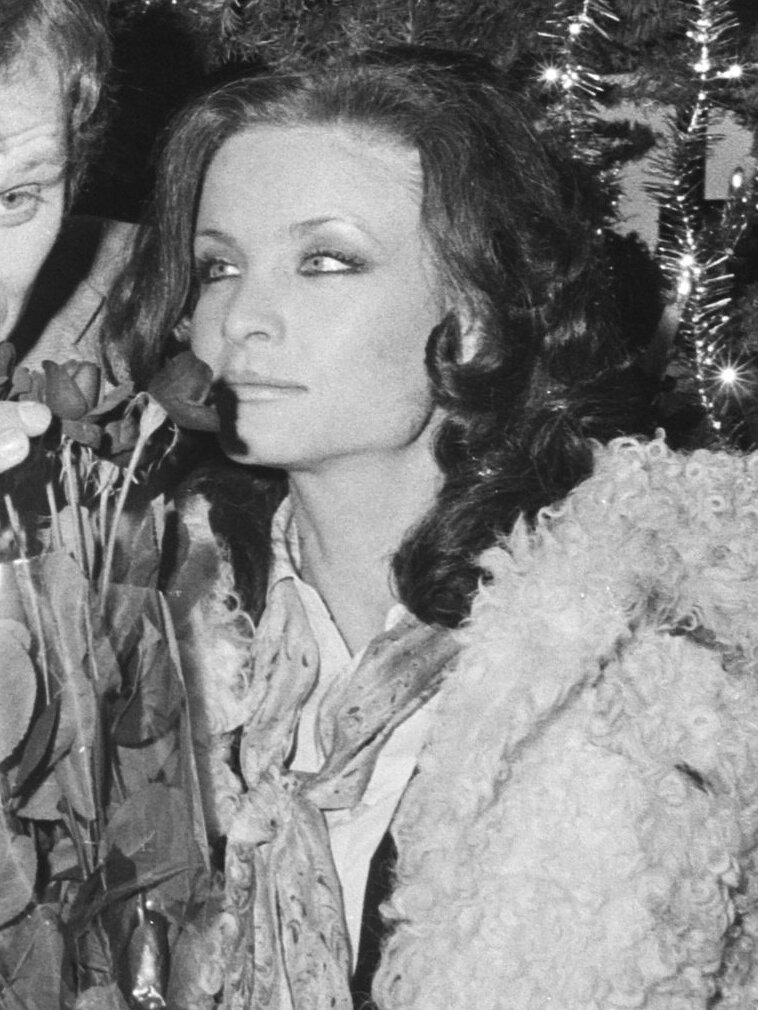
Kate O'Mara in Nederland (1976)

- Welcome to Japan, Mr. Bond (tv, 1967) - als Miss Moneypenny's assistente
- The Champions, afl. To Catch a Rat (1968)
- The Avengers, afl. Stay Tuned (1968)
- Weavers Green (tv-serie)
- Corruption (1967)
- The Limbo Line (1968)
- Promenade (1968)
- The Desperados (1969)
- The Main Chance (tv)
- The Horror of Frankenstein (1970)
- The Vampire Lovers (1970)
- The Brothers (tv)
- Lord Peter Wimsey
- Clouds of Witness (tv, 1972)
- Whose Child Am I? (1974)
- The Tamarind Seed (1974)
- Machinegunner (tv, 1976)
- The Nativity (tv, 1978)
- Tuntematon ystävä (1978)
- The Plank (tv, 1979)
- Triangle (tv)
- Doctor Who (tv, 1985, 1987, 1993)
- Dynasty (tv, 1986)
- Howards' Way (tv, 1985)
- Absolutely Fabulous (tv)
- The Road to Ithaca (1999)
- Heaven & Jack (2002)
- Bad Girls (tv)
- Crossroads (tv)
- Family Affairs (tv)